# Galleria del Cavallino

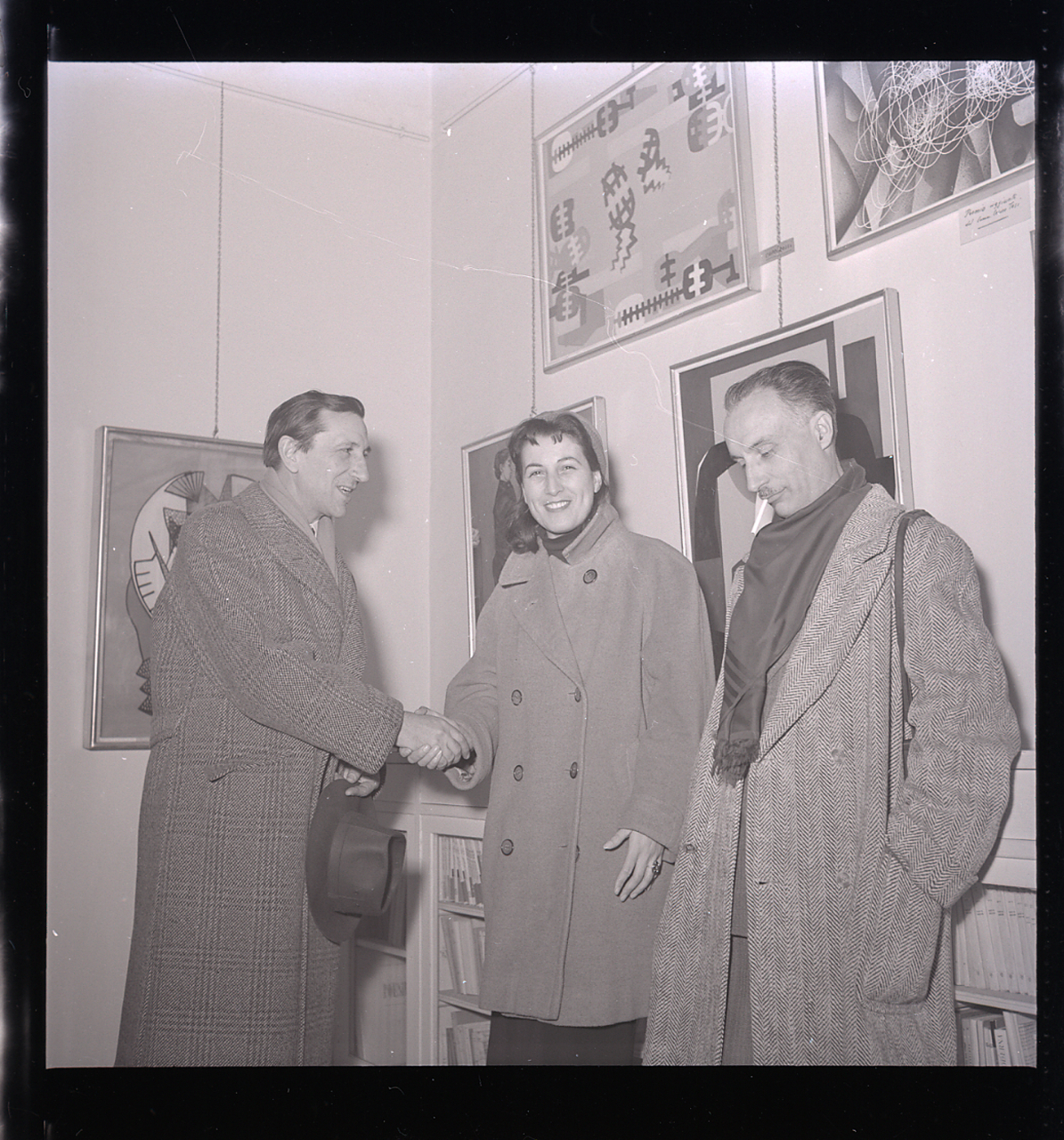
Carlo Cardazzo (a sinistra) con Paolo Monti a Venezia alla Galleria del Cavallino nel 1955 (Fondo Paolo Monti, BEIC)

La Galleria del Cavallino è stata una storica galleria d'arte italiana fondata a Venezia nel 1942 da Carlo Cardazzo.
La sua attività mise in mostra a Venezia le punte dell'avanguardia artistica italiana del Novecento, e subito dopo la seconda guerra mondiale portò in Italia le principali poetiche europee censurate dal fascismo.

## Storia

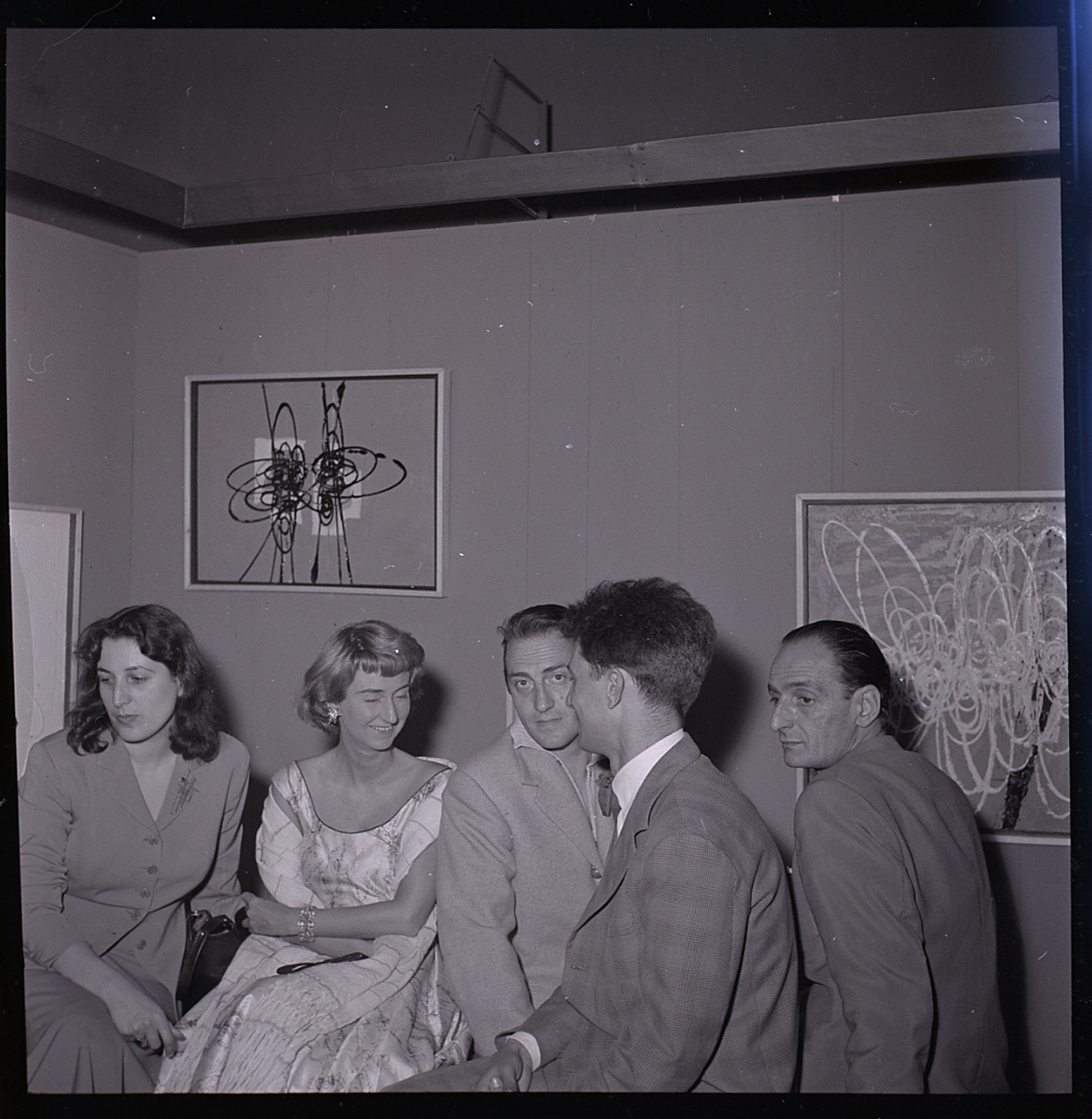
Mostra di Roberto Crippa (al centro) con Sirio Musso (a destra) e Milena Milani (a sinistra) alla Galleria del Cavallino in una foto di Paolo Monti scattata nel 1954.

Nel 1946 Carlo Cardazzo apre una "succursale" a Milano, la Galleria del Naviglio che diventa uno dei luoghi di punta della ricerca artistica milanese e, nel 1955, la Gallera Selecta a Roma, insieme a Vittorio del Gaizo.
Renato Cardazzo fratello di Carlo, che lo aveva affiancato fin dagli esordi, resterà a Venezia a condurre la galleria sotto la guida dal fratello maggiore. Dal 1946 Renato la condurrà  fino alla morte del fratello(1963) per poi dividersi tra Milano e Venezia (Galleria Del naviglio  e galleria Del Cavallino). Nel 1966 Renato si trasferirà definitivamente a Milano per dirigere la Galleria Del Naviglio e lascerà il Cavallino ai figli di Carlo Cardazzo (Paolo e Gabriella Cardazzo). 
Carlo, Renato, Paolo Cardazzo si qualificano in quegli anni fra i più importanti sostenitori dell'arte contemporanea italiana, e pubblicando con le Edizioni del Cavallino, nate già nel 1934, sostengono artisti, critici e quasi tutti i principali movimenti d'arte e di ricerca del Novecento. 

### Videoarte
Il Cavallino di Venezia fu negli anni settanta anche uno dei pochi centri di ricerca per la videoarte, e lavorando con artisti italiani e stranieri produsse quasi 150 opere, alcune delle quali ancora oggi disponibili, segnando punti importanti nella storia di questo linguaggio. In particolare la galleria veneziana, diretta dai fratelli Paolo e Gabriella Cardazzo, che già alla fine degli anni Sessanta aveva cominciato a usare i primi videotapes non ancora professionali, nel 1974 si dotò della strumentazione necessaria per la produzione di video che proseguì fino al 1981, coinvolgendo artisti della città come Claudio Ambrosini, Pier Paolo Fassetta, Mario Sillani, Luigi Viola, Guido Sartorelli, Michele Sambin ma anche altri artisti italiani come Vincenzo Agnetti e Anna Valeria Borsari, artisti americani come Douglas Davis e Les Levine, e vari artisti della vicina Slovenia, tra cui Marina Abramovic. Quei video ebbero una notevole circolazione nazionale e internazionale, dall'ICA di Londra, al Guggenheim di Venezia, al MACRO Di Roma, alla DOCVA di MIlano.